# كاو دان
كاو دان (Chinese 曹丹) (مواليد 1960 في ووهان، مقاطعة هوبى) هو رسام صيني معاصر. تخرج كاو دان من معهد هوبى للفنون الجميلة، ووهان، الصين في عام 1982، ويقوم بالتدريس حاليًا كأستاذ.
حاليًا، يعمل Cao Dan على سلسلة تسمى Butterfly Effect. يشير هذا العنوان إلى القصة القصيرة «صوت الرعد» (1952) لراي برادبري، والتي يكون التغيير البسيط فيها - مثل فراشة ترفرف بجناحيها - سببًا في حدوث سلسلة من التغييرات الرئيسية. تتحدث Cao Dan عن هذه الفكرة حول التغيرات المعاصرة في الاقتصاد العالمي والمقاومة المفاجئة للعبارة «صنع في الصين» وكل دلالاتها المحتملة. بالإضافة إلى ذلك، في الثقافة الصينية التقليدية، يُنظر إلى الفراشة على أنها تشبيه لوعي الإناث. تمثل هذه السلسلة نساء يخترقن مجالات الرجال. يتم تنفيذ هذه الأعمال بأسلوب يمكن التعرف عليه على الفور، باستخدام ألوان أساسية ساطعة.

## المعارض الفردية المختارة
- 2008
  - «ملف الفراشة»، معهد هوبي للفنون الجميلة، ووهان، الصين
  - «هوبي!»، معرض إدوارد برانغر أورينتال للفنون، أمستردام، هولندا

## معارض جماعية مختارة
- 2008
  - «معرض ووهان 2008 للفن المعاصر»، معهد هوبي للفنون الجميلة، ووهان، الصين
- 2007
  - "أشكال المفاهيم: إصلاح مفاهيم الفن الصيني المعاصر 1987-2007" الجيل الجديد والفن السيئ "، 2007 معرض ووهان الثاني الوثائقي للفنون الجميلة، ووهان، الصين
  - «مهرجان الفن الصيني الثامن. خمسون الذكرى السنوية لمعرض الفن لجمعية الفنانين هوبى»، ووهان، الصين
  - معرض الفن الأكاديمي الثالث، معهد هوبي للفنون الجميلة، ووهان، الصين
- 1995
  - «الذكرى السنوية العشرون»، المعرض الدولي للفنون، نانجينغ، الصين
- 1994
  - معرض فن هوبى الثامن، ووهان، الصين
- 1993
  - 93 معرض بينالي اللوحات الزيتية الصينية، معرض الصين للفنون، بكين، الصين
- 1991
  - معرض اللوحات الزيتية، ووهان، الصين
- 1989
  - «معرض الصين / الطليعي للفنون»، متحف الفن الوطني الصيني، بكين
  - معرض الفن المعاصر لخمسة فنانين صينيين بالولايات المتحدة الأمريكية
- 1988
  - معرض هوبي للوحات الزيتية، ووهان، الصين
- 1987
  - معرض هوبى لفن الشباب، بكين، الصين
- 1986
  - «قبيلة. معرض القبيلة الجولة الأولى»، ووهان، الصين
- 1985
  - معرض الصين الوطني السادس للفنون، بكين، الصين